# 2020년 하계 올림픽 조정
2020년 하계 올림픽 조정은 2021년 7월 23일부터 30일까지 일본 도쿄 우미노모리 수상경기장에서 진행된다. 14개 세부종목으로 치러지며, 남녀 263명씩 총 526명의 선수가 출전한다.

## 경기 방식
이번 대회에서는 총 14개 세부종목으로 나뉘어 치러지며, 남녀 7종목씩 편성된다. 남녀 종목수를 동수로 맞춘 것은 2017년 2월 세계 조정 연맹 총회에서 성평등 추진을 위해 제안된 것으로 2017년 6월 국제 올림픽 위원회에서 승인된 바 있다. 지난 대회와 비교했을 때 남자 라이트급 무타포어가 사라지고 여자 무타포어 종목이 추가되었다. 여자 무타포어는 1992년 바르셀로나 올림픽에서 딱 한번 도입되었다가 이번 대회부터 다시 정식 종목이 되었다. 이러한 세부종목 변경은 1996년 애틀랜타 올림픽 이후 처음 있는 일이다.
올림픽 조정 종목은 조정의 두 유형이 모두 치러지는데, 한 선수가 하나의 노를 젓는 '스위프 조정' (sweep)과 한 선수가 두 개의 노를 쥐고 양쪽으로 젓는 '스컬 조정' (sculling)이 있다. 체급이 제한된 라이트급 조정 종목도 남녀 한 종목씩 '라이트급 더블스컬'이란 이름으로 경기를 펼친다. 스컬의 경우에는 남녀 싱글 스컬, 더블 스컬, 라이트급 더블스컬이 편성되며, 스위프의 경우에는 남녀 무타페어, 무타포어, 에이트 경기가 편성된다.
경기장의 경우, 2020년 도쿄 올림픽 패럴림픽 대회를 앞두고 신설된 우미노모리 수상경기장에서 경기가 치러진다. 수심 6m, 길이 2335m, 너비 198m 크기의 경기장이다. 총 8레인으로 구성되며 각 레인의 너비는 12.5m에 달한다.

## 예선
각 14개 종목에 대해 한 국가당 한 명씩만 내보낼 수 있다. 올림픽 진출 여부는 대부분 2019년 8월 25일부터 9월 1일까지 오스트리아 오텐슈하임에서 열린 2019년 세계 조정 선수권 대회를 결과를 바탕으로 한다. 남녀 싱글스컬에서 9위권에 진입한 선수, 에이트 종목에서 5위권에 진입한 선수, 무타푸어와 쿼드러플스컬 종목에서 8위권에 진입한 선수, 라이트급 더블스컬에서 7위권에 진입한 선수, 페어와 더블스컬에서 11위권에 진입한 선수가 올림픽 출전권을 얻는다. 이때 출전권은 선수 개개인에 돌아가는 것이 아닌 국가 올림픽 위원회 단위로 부여된다.
이밖에 아시아태평양, 아프리카, 라틴아메리카, 유럽의 대륙별 예선경기와 스위스 루체른에서 열리는 최종 올림픽 예선 경기 결과를 통해 각 선수들에게 추가로 출전권이 부여된다.

## 일정
| 종목/날짜                                     | 23일 (금) | 24일 (토) | 25일 (일) | 26일 (월) | 27일 (화) | 28일 (수) | 29일 (목) | 30 (금) |
| --------------------------------------------- | --------- | --------- | --------- | --------- | --------- | --------- | --------- | ------- |
| 남자 싱글스컬 여자 싱글스컬                   | 예선      | 패자      | 8강·4강   |           | 4강       | 4강       | 결선      | 결선    |
| 남자 페어 여자 페어                           |           | 예선      | 패자      |           | 4강       |           | 결선      |         |
| 남자 더블스컬 여자 더블스컬                   | 예선      | 패자      | 4강       |           |           | 결선      |           |         |
| 남자 라이트급 더블스컬 여자 라이트급 더블스컬 |           | 예선      | 패자      |           | 4강       |           | 결선      |         |
| 남자 무타포어 여자 무타포어                   |           | 예선      | 패자      |           |           | 결선      |           |         |
| 남자 쿼드러플스컬 여자 쿼드러플스컬           | 예선      |           | 패자      |           | 결선      |           |           |         |
| 남자 에이트 여자 에이트                       |           | 예선      |           |           |           | 패자      |           | 결선    |

7월 23일, 세계조정연맹은 태풍을 비롯한 기상예보 악화로 7월 26일 예정되어 있던 경기를 7월 25일로 앞당긴다고 밝혔다. 일정 조정에 따라 에이트 예선도 7월 25일에서 24일로 앞당겨졌다.

## 참가

### 종목별 참가팀
각 남녀 종목별 참가팀 규모는 다음과 같다.
| 종목              | 남녀당 팀 |
| ----------------- | --------- |
| 싱글스컬          | 32        |
| 페어              | 13        |
| 더블스컬          | 13        |
| 라이트급 더블스컬 | 18        |
| 무타포어          | 10        |
| 쿼드러플스컬      | 10        |
| 에이트            | 7         |

### 참가국
- 알제리 (2)
- 아르헨티나 (2)
- 오스트레일리아 (40)
- 오스트리아 (3)
- 벨라루스 (5)
- 벨기에 (2)
- 베냉 (1)
- 버뮤다 (1)
- 브라질 (1)
- 캐나다 (29)
- 칠레 (2)
- 중화인민공화국 (28)
- 코트디부아르 (1)
- 크로아티아 (3)
- 쿠바 (1)
- 체코 (7)
- 덴마크 (9)
- 도미니카 공화국 (1)
- 이집트 (1)
- 에스토니아 (4)
- 프랑스 (12)
- 독일 (24)
- 영국 (41)
- 그리스 (4)
- 과테말라 (2)
- 홍콩 (1)
- 헝가리 (1)
- 인도 (2)
- 인도네시아 (2)
- 이란 (1)
- 이라크 (1)
- 아일랜드 (13)
- 이탈리아 (23)
- 일본 (3)
- 카자흐스탄 (1)
- 쿠웨이트 (1)
- 리비아 (1)
- 리투아니아 (9)
- 멕시코 (1)
- 모나코 (1)
- 모로코 (1)
- 나미비아 (1)
- 네덜란드 (35)
- 뉴질랜드 (32)
- 니카라과 (2)
- 나이지리아 (1)
- 노르웨이 (7)
- 파라과이 (1)
- 페루 (1)
- 필리핀 (1)
- 폴란드 (20)
- 포르투갈 (2)
- 푸에르토리코 (1)
- 카타르 (1)
- 루마니아 (36)
- 러시아 올림픽 위원회 (10)
- 사우디아라비아 (1)
- 세르비아 (3)
- 싱가포르 (1)
- 남아프리카 공화국 (6)
- 대한민국 (1)
- 스페인 (6)
- 수단 (1)
- 스웨덴 (1)
- 스위스 (9)
- 중화 타이베이 (1)
- 태국 (2)
- 토고 (1)
- 트리니다드 토바고 (1)
- 튀니지 (2)
- 튀르키예 (1)
- 우간다 (1)
- 우크라이나 (2)
- 미국 (37)
- 우루과이 (2)
- 우즈베키스탄 (2)
- 바누아투 (1)
- 베네수엘라 (2)
- 베트남 (2)
- 짐바브웨 (1)

## 신기록
| 종목          | 라운드 | 이름                          | 국가     | 기록    | 날짜     | 기록유형 |
| ------------- | ------ | ----------------------------- | -------- | ------- | -------- | -------- |
| 남자 더블스컬 | 예선   | 멜빈 트벨라르 스테프 브루닝크 | 네덜란드 | 6:08.38 | 7월 23일 | OR       |

## 메달리스트

### 순위
범례
  *   개최국 (일본)

### 남자
| 종목                     | 금 | 은 | 동 |
| ------------------------ | --- | --- | --- |
| 싱글스컬 자세히          | 스테파노스 두스코스 · 그리스 | 셰틸 보르크 · 노르웨이 | 다미르 마르틴 · 크로아티아 |
| 더블스컬 자세히          | 프랑스 (FRA) · 위고 부슈롱 · 마티외 앙드로디아스                                                                                         | 네덜란드 (NED) · 멜빈 트벨라르 · 스테프 브루닝크 | 중화인민공화국 (CHN) · 류즈위 · 장량 |
| 쿼드러플스컬 자세히      | 네덜란드 (NED) · 디르크 아위텐보하르트 · 아버 비르스마 · 토너 비턴 · 쿤 메체마커르스                                                     | 영국 (GBR) · 해리 리스크 · 앵거스 그룸 · 톰 배러스 · 잭 버몬트 | 오스트레일리아 (AUS) · 잭 클리어리 · 케일럽 앤틸 · 캐머런 거들스톤 · 루크 레처                                                                     |
| 무타페어 자세히          | 크로아티아 (CRO) · 마르틴 신코비치 · 발렌트 신코비치                                                                                     | 루마니아 (ROM) · 마리우스 코즈미우크 · 치프리안 투도서 | 덴마크 (DEN) · 프레데리크 뷔스타벨 · 요아킴 수톤                                                                                                   |
| 무타포어 자세히          | 오스트레일리아 (AUS) · 알렉산더 퍼널 · 스펜서 튜린 · 잭 하그리브스 · 알렉산더 힐                                                         | 루마니아 (ROM) · 미허이처 바실레 치거네스쿠 · 무구렐 셈치우크 · 슈테판 콘스탄틴 베라리우 · 코스민 파스카리                                                                 | 이탈리아 (ITA) · 마테오 카스탈도 · 마르코 디 코스탄초 · 마테오 로도 · 주세페 비치노                                                                |
| 에이트 자세히            | 뉴질랜드 (NZL) · 톰 매킨토시 · 해미시 본드 · 톰 머리 · 마이클 브레이크 · 댄 윌리엄스 · 필립 윌슨 · 숀 커크햄 · 맷 맥도널드 · 샘 보스워스 | 독일 (GER) · 요하네스 바이센펠트 · 라우리츠 폴레르트 · 올라프 로겐자크 · 토르벤 요하네센 · 야코프 슈나이더 · 말테 야크시크 · 리하르트 슈미트 · 하네스 오치크 · 마르틴 자워 | 영국 (GBR) · 조시 부가이스키 · 제이컵 도슨 · 토머스 조지 · 모 스비히 · 찰스 엘위스 · 올리버 윈그리피스 · 제임스 러드킨 · 토머스 포드 · 헨리 필드먼 |
| 라이트급 더블스컬 자세히 | 아일랜드 (IRL) · 핀턴 매카시 · 폴 오도너번                                                                                               | 독일 (GER) · 요나탄 로멜만 · 제이슨 오즈번 | 이탈리아 (ITA) · 스테파노 오포 · 피에트로 루타 |

### 여자
| 종목                     | 금 | 은 | 동 |
| ------------------------ | --- | --- | --- |
| 싱글스컬 자세히          | 에마 트위그 · 뉴질랜드 | 안나 프라카텐 · 러시아 올림픽 위원회 | 마그달레나 롭니히 · 오스트리아                                                                        |
| 더블스컬 자세히          | 루마니아 (ROM) · 니콜레타안쿠차 보드나르 · 시모나 라디스 | 뉴질랜드 (NZL) · 브룩 도너휴 · 해나 오즈본 | 네덜란드 (NED) · 로스 더 용 · 리사 스헤이나르트                                                       |
| 쿼드러플스컬 자세히      | 중화인민공화국 (CHN) · 천윈샤 · 장링 · 뤼양 · 추이샤오퉁 | 폴란드 (POL) · 아그니에슈카 코부스 · 마르타 비엘리치코 · 마리아 사이다크 · 카타지나 질만                                                                     | 오스트레일리아 (AUS) · 리아 톰프슨 · 로위나 메러디스 · 해리엇 허드슨 · 케이틀린 크로닌                |
| 무타페어 자세히          | 뉴질랜드 (NZL) · 그레이스 프렌더개스트 · 케리 가울러 | 러시아 올림픽 위원회 (ROC) · 바실리사 스테파노바 · 옐레나 오랴빈스카야                                                                                       | 캐나다 (CAN) · 케일리 필머 · 힐러리 잰슨스                                                            |
| 무타포어 자세히          | 오스트레일리아 (AUS) · 루시 스테펀 · 로즈메리 포파 · 제시카 모리슨 · 애너밸 매킨타이어                                                                                   | 네덜란드 (NED) · 엘런 호헤르버르프 · 카롤린 플로레인 · 임키어 클레베링 · 베로니크 메이스터르                                                                 | 아일랜드 (IRL) · 아프릭 커 · 이미어 램 · 피오나 머태그 · 에밀리 헤가티                                |
| 에이트 자세히            | 캐나다 (CAN) · 수전 그레인저 · 카시아 그러챌라위시어스키 · 매디슨 메일리 · 시드니 페인 · 앤드리아 프로스크 · 리사 로먼 · 크리스틴 로퍼 · 애벌론 워스트니스 · 크리스틴 킷 | 뉴질랜드 (NZL) · 엘라 그린슬레이드 · 에마 다이크 · 루시 스푸어스 · 켈시 베번 · 그레이스 프렌더개스트 · 케리 가울러 · 베스 로스 · 재키 가울러 · 케일럽 셰퍼드 | 중화인민공화국 (CHN) · 궈린린 · 쥐루이 · 리징징 · 먀오톈 · 왕쯔펑 · 왕위웨이 · 쉬페이 · 장민 · 장더창 |
| 라이트급 더블스컬 자세히 | 이탈리아 (ITA) · 발렌티나 로디니 · 페데리카 체사리니 | 프랑스 (FRA) · 로라 타랑톨라 · 클레르 보베 | 네덜란드 (NED) · 마리커 케이서르 · 일서 파울리스                                                      |

## 같이 보기
- 2018년 아시안 게임 조정
- 2018년 하계 청소년 올림픽 조정
- 올림픽 조정